# Onthophagus brivioi
Onthophagus brivioi är en skalbaggsart som beskrevs av Frey 1973. Onthophagus brivioi ingår i släktet Onthophagus och familjen bladhorningar. Inga underarter finns listade i Catalogue of Life.